# José Antonio García Blázquez
José Antonio García Blázquez (Plasencia, 29 de abril de 1936 - Madrid, 12 de agosto de 2019) é um escritor e tradutor espanhol.
Estudou Filologia e Letras em Madrid, onde se doutorou com uma tese dedicada à estética de Oscar Wilde. Tem desenvolvido grande parte da sua vida profissional fora de Espanha, principalmente no Reino Unido e na Suíça como tradutor em organismos internacionais.
Publicou o primeiro romance, Los diablos, em 1966, onde tentou afastar a narrativa espanhola do realismo social dominante. Seguir-se-ia, em 1968, ainda com mais êxito junto do público e da crítica, No encontré rosas para mi madre, que foi adaptada ao cinema por Francisco Rovira Beleta, num filme homónimo de 1972 interpretado por  Gina Lollobrigida e Concha Velasco.
Os romances publicados nos anos 1970 demonstram o amadurecimento da narrativa de García Blázquez, consolidando um estilo muito pessoal. Fiesta en el polvo, de 1971, é o seu primeiro romance dessa década, seguindo-se El rito em 1973, possivelmente a sua obra mais famosa que lhe valeu o Prémio Nadal. Em 1976 publica Señora Muerte, outra das suas obras mais famosas.
Definido pelo crítico e colega Gonzalo Hidalgo como "o romancista do sujeito", García Blázquez foi pioneiro entre os escritores da sua geração no retrato de uma juventude amoral. Ainda segundo Gonzalo Hidalgo, García Blázquez possui «um mundo narrativo muito pessoal e autónomo... Apesar dos seus personagens usualmente se moverem em grandes cidades como Nova Iorque, Madrid, Barcelona, Paris, sempre surge uma cidade média nas suas origens, como Plasencia, por exemplo, carregada de sentido, com uma "casa grande" que esconde recordações de jogos proibidos da infância».
Nas décadas seguintes, já com o seu nome consolidado como um dos autores espnhois mais singulares da segunda metado do século XX, continua a publicar: Rey de ruinas (1981), La identidad inútil (1986), Puerta secreta (1993), El amor es una tierra extraña (1996), La soledad del anfitrión (2006) e Amigos y otras alimañas (2007).
A sua obra está traduzida em diversos idiomas e os seus romances foram objeto de estudo e de teses em universidades espnholas e estrangeiras, especialmente em Itália e na Alemanha.